# 北京市人民委员会
北京市人民委员会是1955年2月至1967年4月间中华人民共和国北京市的省级国家行政机关。

## 历任领导

### 北京市一届人大期间
- 任期：1955年2月－1957年8月
- 市长：彭真
- 副省长：张友渔、吴晗、王昆仑、薛子正、冯基平、程宏毅、贾庭三、乐松生

### 北京市二届人大期间
- 任期：1957年8月－1958年8月
- 市长：彭真
- 副市长：张友渔、吴晗、王昆仑、冯基平、程宏毅、贾庭三、乐松生

### 北京市三届人大期间
- 任期：1958年8月－1962年6月
- 市长：彭真
- 副市长：万里、冯基平、吴晗、王昆仑、程宏毅、贾庭三、乐松生、王纯（1960年6月－）、赵鹏飞（1960年6月－）

### 北京市四届人大期间
- 任期：1962年6月－1964年9月
- 市长：彭真
- 副市长：万里、冯基平、吴晗、王昆仑、程宏毅、贾庭三、乐松生、王纯、赵鹏飞

### 北京市五届人大期间
- 任期：1964年9月－1966年6月
- 市长：彭真
- 副市长：万里、贾庭三（－1965年2月）、吴晗、王昆仑、程宏毅（－1965年1月）、赵凡、范瑾、王纯、崔月犁、乐松生

### 中央改组北京市人民委员会决定任命
- 任期：1966年6月－1967年4月
- 代理市长：吴德
- 副市长：牛连壁、高修、杨寿山、谢北一、杨少桥